# Athanasius der Große

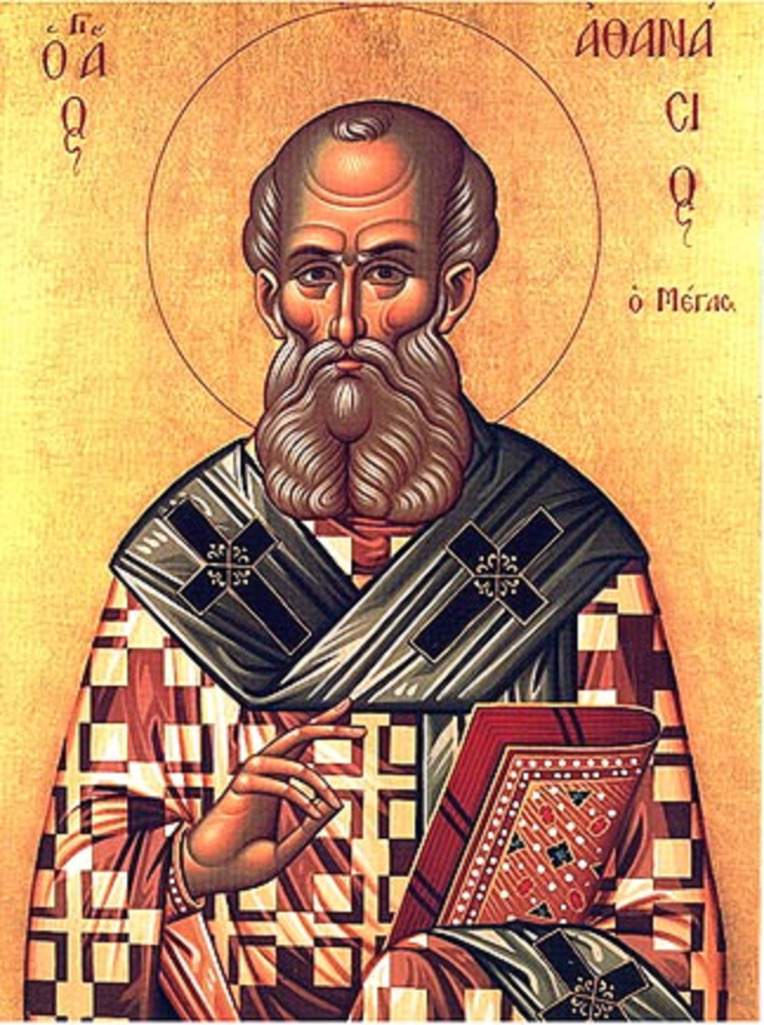
Griechische Ikone, Titulatur:
ὁ ἅγιος Ἀϑανάσιος ὁ Μέγας
(der heilige Athanasios der Große)

Athanasius der Große (auch Athanasius von Alexandria, griechisch Ἀϑανάσιος Athanásios ‚der Unsterbliche‘; * um 300 in Alexandria; † 2. Mai 373 ebenda) war Patriarch von Alexandria und Kirchenvater.
Bekannt wurde er außerdem als vieljähriger und vehementer Gegner des ‚Arianismus‘ und von allem, was er dazuzählte. Denn seit dem Konzil von Nicäa (325) – der namensgebende alexandrinische Presbyter Arius war dort verurteilt worden – ging es vielmehr um Kritik und Zustimmung zum Bekenntnis von Nicäa. Die meisten Gegner des nicänischen Bekenntnisses wurden daher von Athanasius und anderen oft pauschal als ‚Arianer‘ bezeichnet.
Entsprechend wird in der neueren Dogmengeschichtsschreibung vorgeschlagen, für die Phase nach 325 eher vom trinitarischen oder subordinatianischen Streit zu sprechen. Sehr häufig kann man die nach dem nicäischen Konzil von 325 als ‚arianisch‘ diffamierten Personen und Theologien bzw. Trinitätslehren wie Christologien zu theologischen Strömungen rechnen, die sich aus der Theologie des Origenes entwickelten.

## Theologische Positionen
Um 318 hatte der Presbyter Arius, ebenfalls in Alexandria lebend, wohl in einer theologischen Auseinandersetzung mit Bischof Alexander von Alexandria behauptet, dass Jesus Christus bzw. der Logos-Sohn einen Anfang habe und dass dieser von Gott dem Vater gezeugt bzw. geschaffen worden sei. Entsprechend sei der Logos-Sohn ein Gott, aber kein wahrer Gott. Dies war der Beginn des arianischen Streits, der wesentlich von Athanasius weitergeführt wurde. Athanasius hat zwei bedeutende, aber praktisch nicht datierbare Werke verfasst, Gegen die Völker (Contra gentes) und περὶ ἐνανθρωπήσεως τοῦ Λόγου (Über die Inkarnation des Logos), in denen sich die Inkarnation von Gott in Jesus Christus und die Gegenwart Gottes in der Geschichte als zentrales Element seines Glaubens zeigt. Er sah im Trinitäts-Verständnis des Arius eine Bedrohung der Heilswirksamkeit von Christus, die nur durch die wahre Göttlichkeit Christi gewährleistet sei, wohingegen Arius durch Athanasius die Einzigkeit Gottes und somit den Monotheismus des Christentums gefährdet sah. Bereits Alexanders Enzyklika von 321, die die Lehren des Arius, den Arianismus, verurteilt, dürfte nach Stil und Inhalt teilweise von Athanasius stammen, der damals noch Diakon war.
Athanasius begleitete Alexander als Diakon zum Konzil von Nicäa (325). In Nicäa wurde mit dem Bekenntnis von Nicäa erstmals die nicänische Trinitätslehre formuliert, wonach Jesus Christus als Sohn Gottes mit Gottvater ὁμοούσιος (homoousios) sei, also wesensgleich – Arius hatte dagegen postuliert, dass Gott den Logos-Sohn durch den eigenen Willen aus dem Nichts gezeugt habe, der Logos-Sohn damit nicht aus dem Wesen Gottes gezeugt worden sei, so dass der Logos und der Vater entsprechend nicht gleichen Wesens seien. Athanasius selbst geht erstmals 20–30 Jahre nach dem nicänischen Konzil (325), also nach 345/355, auf das Konzil in Nicäa ein, wie sein Brief De decretis Nicaenae synodi (‚Über die Beschlüsse des Synode von Nizäa‘) zeigt, welcher früher oft fälschlich als ‚Konzils-Bericht‘ bezeichnet wurde, und formuliert dort erstmals einen umfassenden theologischen Geltungsanspruch des Nicänums.
Im Anschluss an seine Rückkehr nach Alexandria 362 hatte Athanasius einen weitaus kompromissbereiteren Weg in den strittigen Fragen eingeschlagen. Noch im Jahr 362 hielt Athanasius als Bischof von Alexandria eine kleine Regional-Synode ab. In ihrem Namen schrieb Athanasius danach auch einen Brief, den Tomus ad Antiochenos, der sich an fünf Bischöfe wandte, die einer bestimmten Kirchengemeinde in Antiochia nahestanden, wo es ebenfalls zu theologischen Streitigkeiten wegen unterschiedlichen Trintiäts-Auffassungen gekommen war, zwischen ‚Eustathianern‘ und ‚Meletianern‘. Dieser Brief spielte eine Schlüsselrolle in den trinitätstheologischen Auseinandersetzungen, zwischen dem Ein-Hypostasen-Modell und Drei-Hypostasen-Modell der Trinität, und nahm schon die Wende ab den 370er Jahren in dieser Frage vorweg. Basilius von Caesarea wurde 370 Bischof von Caesarea und vor allem er, neben seinem Bruder Gregor von Nyssa und seinem Freund Gregor von Nazianz, den drei ‚kappadokischen Kirchenvätern‘, setzte trotz Druck von Seiten Kaiser Valens’ seine Kraft für die Entwicklung eines neuen Glaubensbekenntnisses ein, welches das strittige Problem der Hypostasen und die damit verbundene Subordination in der Trinitätslehre zwischen ‚Anti-Arianern‘ bzw. ‚Anti-Origenisten‘ (eine Hypostase und ein Wesen) und den ‚Anti-Nicäern‘ (drei Hypostasen, drei Wesen) lösen sollte.

## Leben
Athanasius wurde um 296/98, vielleicht auch erst um 300 geboren. Er hatte eine ausgezeichnete griechische Bildung – in seinen Werken zeigen sich fundierte Kenntnisse von Platon, Homer, Aristoteles und des Neuplatonismus. Ebenso erwarb er sich in der damaligen theologischen Hochburg Alexandria eine profunde Bibelkenntnis.
In seiner Jugendzeit kam er mit den Mönchen in der ägyptischen Wüste zusammen, unter ihnen Antonius der Große. Von ihnen lernte er Selbstdisziplin und eine Enthaltsamkeit, für die er sogar von seinen Feinden geachtet wurde. Auch später pflegte er guten Kontakt mit den Mönchen und fand mehrmals bei ihnen Asyl. In jungen Jahren kam er in den Haushalt des Patriarchen Alexander von Alexandria in Alexandria und wurde dessen Sekretär.
Um 318 begannen die Auseinandersetzungen Alexanders mit dem Presbyter Arius, ebenfalls in Alexandria lebend, um die Trinität, die später unter den Begriffen ‚Arianismus‘ und ‚arianischer Streit‘ bekannt und von Athanasius energisch weitergeführt wurden.
Athanasius begleitete Alexander als Diakon zum Konzil von Nicäa (325). Von ihm stammt einer der Berichte über das Konzil, der noch heute erhalten ist. In Nicäa wurde mit dem Bekenntnis von Nicäa erstmals die nicänische Trinitätslehre formuliert.
328 folgte Athanasius seinem Vorgänger Alexander als Patriarch von Alexandria – im selben Jahr, als Konstantin I. die Verbannung des Arius aufhob. Die Wahl Athanasius’ zum Bischof war in der ägyptischen Kirche nicht unumstritten. Schon bald wurden durch theologische und kirchenpolitische Gegner unter den Bischöfen von Ägypten, angeführt vor allem von Meletios von Lykopolis (‚Meletianisches Schisma‘ in Ägypten, nicht zu verwechseln mit dem gleichnamigen Schisma wenige Jahrzehnte später in Antiochia), dem prominenten, rigorosen und wohl auch ehrgeizigen Bischof schon seit Anfang des 4. Jahrhunderts aus der Zeit der Christenverfolgung im Römischen Reich, Gerüchte über Athanasius verbreitet, er tyrannisiere seine Kirche. Auch habe er Arsenius, einen Bischof der Meletianer, umgebracht und seine Hand abgeschnitten, um sie für magische Rituale zu verwenden – Athanasius gelang es jedoch, den angeblich Ermordeten nach langer Suche zu präsentieren: lebendig und mit beiden Händen.

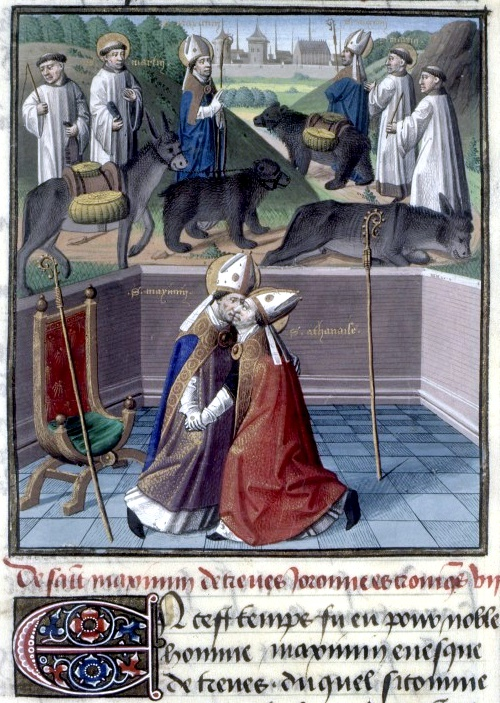
Maximinus von Trier (links) empfängt den verbannten Athanasius (rechts); Buchmalerei, 1463

Auf der Synode von Tyros (335) wurde Bischof Athanasius schließlich abgesetzt. Eusebius von Nikomedia, ein enger Vertrauter Kaiser Konstantins und angesehener Vertreter der östlichen kirchlichen Würdenträger, sowie Eusebius von Caesarea waren wie auch der arianische Bischof Narkissos die treibenden Kräfte für eine Verurteilung des Athanasius. Dieser wurde beschuldigt, zu Unrecht gewählt worden zu sein, und sollte sich außerdem dafür verantworten, dass einer seiner Presbyter in einer Kirche vandaliert hatte. Athanasius wurde von der Synode verurteilt sowie als Bischof abgesetzt, anschließend von Konstantin dem Großen nach Trier verbannt.
Nach dem Tod Konstantins des Großen im Mai 337 wurden die Verbannungen diverser Bischöfe, u. a. des Athanasius in Trier im Juni 337, vom weströmischen Kaiser Konstantin II. aufgehoben. Athanasius wurde allerdings nach Unruhen in Alexandria 339 erneut verbannt, diesmal vom oströmischen Kaiser Constantius II., bzw. floh vor der gewaltsamen Einsetzung des Gegenbischofs Gregor von Kappadokien. Die nächsten Jahre verbrachte er in Rom und Aquileia. Seit seinem Aufenthalt in Rom hatte er gute Beziehungen zu Papst Julius I. (337–351) und zum römischen Klerus.
Konstantin II. starb 340 und sein Bruder Constans wurde alleiniger Herrscher in der Mitte und im Westen des Römischen Reiches. Auf Anraten Julius’ I. drängte Constans seinen Bruder Constantius II., im Herbst 343 eine Reichssynode in Serdica abzuhalten. Die Bischöfe des Westens hatten in Serdica die mit ihnen angereisten Bischöfe Athanasius und Markell bereits wieder in die Kirchengemeinschaft aufgenommen. Die etwas später eingetroffenen Bischöfe des Ostens verlangten aber deren Ausschluss als Bedingung, an Sitzungen der Reichssynode teilzunehmen, da beide durch Synoden verurteilt und abgesetzt worden seien – Athanasius 335 in Tyros, Markell im Jahre 336 durch die Synode von Konstantinopel. Die Bischöfe des Westens wiederum beharrten darauf, die beiden seien von einer römischen Synode 341 rehabilitiert worden. Die Bischöfe aus Constantius’ östlichem Reichsteil versammelten sich daher im kaiserlichen Palast, während die westlichen Bischöfe in die Stadtkirche eingezogen waren.
Erst nach massivem Druck des Constans auf seinen Bruder Constantius II. ließ Letzterer Athanasius nach Alexandria zurückkehren, der im Herbst 346 dort eintraf.
350 wurde Constans, der Kaiser des Westens, vom Usurpator Magnentius ermordet. Dieser unterlag im nachfolgenden Krieg gegen Constantius II. Nach dem Suizid des Usurpators im Jahre 353 wurde Constantius damit Alleinherrscher und plante ein neues Glaubensbekenntnis als Kompromissformel für die ganze Kirche im Römischen Reich. Constantius hatte zuvor entschieden auf der Seite origenistisch geprägter Theologie des Ostens gestanden: Bereits 338 hatte er den ‚nicäischen‘ Bischof von Konstantinopel, Paulus, ins Exil geschickt und ihn durch den Origenisten Eusebius von Nikomedia ersetzt. Constantius berief Synoden ein in Arles (353), Mailand (355) und Beziers (356), in denen er die Verurteilung des ‚ewigen Störenfriedes‘ Athanasius, der sich allen theologischen Kompromissen bei der Bekenntnis-Formel bislang energisch widersetzt hatte, unter Gewaltandrohung durchsetzte. Athanasius wurde zur Flucht in den Untergrund gezwungen. In den folgenden Jahren lebte er unter den Mönchen in der Wüste. Aufgrund des Restitutionsediktes des heidnischen Kaisers Julian vom 8. Februar 362 wurde seine Verbannung aufgehoben, wodurch er am 21. Februar 362 als Bischof nach Alexandrien zurückkehren konnte.
Wenige Monate später im selben Jahr 362 musste er allerdings erneut seine Heimatstadt verlassen, da er nun Julians ‚Repaganisierungspolitik‘, also der Wiederbelebung der tradierten heidnischen Kulte, entschieden im Wege stand, doch nur für zehn Monate, bis Kaiser Julian im Juni 363 an den Folgen einer Verwundung bei militärischen Auseinandersetzungen mit den Sassaniden starb. Ein letztes Mal wurde Athanasius durch den oströmischen Kaiser Valens vorübergehend 365–366 aus Alexandria verbannt.
Noch im Jahr 362 hielt er in Alexandria eine Synode ab, deren Lehrschreiben, der Tomus ad Antiochenos, eine Schlüsselrolle in den trinitätstheologischen Auseinandersetzungen spielte und schon die trinitätstheologische Wende ab den 370er Jahren in dieser Frage vorweg nahm. Athanasius richtete ein Sendschreiben mit den Beschlüssen an die „rechtgläubigen Bischöfe in Ägypten, Syrien, Kilikien, Phönikien und Arabien“. Darin ermahnte er zum verschärften Kampf gegen die ungläubigen Arianer und gab Hinweise, wie diese von „wahren Gläubigen“ zu unterscheiden seien.
Aufgrund der wechselnden Erfolge und Misserfolge des Arianismus wurde er fünf-, möglicherweise siebenmal aus Alexandria verbannt und wieder eingesetzt. Darauf bezieht sich auch das Sprichwort Athanasius contra mundum (Athanasius gegen die Welt).
Eine wichtige Quelle für das Leben des Athanasius stellt die sogenannte Historia Acephala dar.

## Werke
Athanasius verfasste eine Vielzahl von theologischen Werken in griechischer Sprache, darunter einen Βίος καὶ Πολιτεία Πατρὸς ᾿Αντωνίου Leben und Taten des Vaters Antonius, eine Hagiographie des Wüstenheiligen Antonius, kurz nach dessen Tod (ca. 360), die eine große Inspiration für christliche Mönche sowohl der Ost- wie der Westkirche wurde. Neben den bereits genannten Werken (Über die Menschwerdung des Logos, Leben des Heiligen Antonius, Gegen die Heiden, Tomus ad Antiochenos) sind vor allem auch seine vier λόγοι κατὰ ᾿Αρειανῶν (Reden gegen die Arianer) zu nennen. In dieser Polemik griff er Arius als inkonsequent an, weil er Christus zwar anbete, ihn aber gleichzeitig als ein Geschöpf bezeichne. Wenn die Arianer Frauen fragten, ob sie einen Sohn gehabt hätten, bevor sie ihn gebaren, sei das eine Fangfrage, mit der sie durch anthropomorphe Vorstellungen der göttlichen Vater-Sohn-Beziehung die Präexistenz Christi als Logos in Zweifel zögen. Die Zeugung des Sohnes aus dem Vater sei vielmehr außerhalb der Zeit geschehen, weswegen der Vater immer schon Vater gewesen sei. Bibelstellen, die eine Veränderlichkeit Christi nahelegten, bezögen sich allein auf die menschliche Natur Christi. Die Identität von Vater und Sohn beziehe sich nicht, wie Arius lehrte, lediglich auf den gemeinsamen Willen, sondern auf die gemeinsame Substanz. Weil die vierte Rede, die positiv die orthodoxe Christologie darstellt, im Vergleich mit den ersten dreien jeden polemischen Schwung vermissen und sich nicht nur gegen die Arianer, sondern auch andere angebliche Häretiker richtet, wird sie in der Forschung als  Zutat von späterer Hand gewertet.
Weitere Werke zur Exegese des Alten Testaments und zu asketischen Themen (Περὶ Παρθενίας (Über Jungfräulichkeit), Über Liebe und Selbstkontrolle, Über Gesundheit und Krankheit) sind zum Teil nur fragmentarisch überliefert.
Die Tradition schreibt ihm das Athanasische Glaubensbekenntnis zu.
Athanasius war der erste, der in einem Osterbrief 367 n. Chr. genau die 27 Bücher des Neuen Testaments als kanonisch bezeichnete, die noch heute als solche angesehen werden. Bis zu seinem 39. Osterfestbrief waren verschiedene Listen kanonischer Bücher im Umlauf. Seine Liste wurde schließlich von einer Reihe von Synoden bestätigt und fand als Kanon des Neuen Testaments allgemeine Anerkennung.

## Werkausgaben
- Opera omnia. Von Neuß, Coloniae 1548 (Digitalisierte Ausgabe der Universitäts- und Landesbibliothek Düsseldorf).
- Athanasius Werke, herausgegeben von der Patristischen Arbeitsstelle Bochum; Der Nordrhein-Westfälischen Akademie der Wissenschaften unter der Leitung von Martin Tetz. Berlin, Walter de Gruyter, 1996–2016.
  - I. Dogmatischen Schriften, Epistula ad episcopos Aegypti et Libyae, vorbereitet von Karin Metzler; besorgt von Dirk Uwe Hansen und Kyriakos Savvidis (1996).
  - II. Orationes I et II contra Arianos, vorbereitet von Karin Metzler (1998).
  - III. Oratio III contra Arianos, vorbereitet von Karin Metzler (2000).
  - IV. Epistulae I-IV ad Serapionem, besorgt von Kyriakos Savvidis (2010).
  - V. Epistulae dogmaticae minores, besorgt von Kyriakos Savvidis (2016).

## Gedenktage und Verehrung
- Katholisch: 2. Mai (Gebotener Gedenktag im Allgemeinen Römischen Kalender)
- Evangelisch: 2. Mai (Gedenktag im Evangelischen Namenkalender der EKD sowie in den Kalendern von ELCA und LCMS)
- Anglikanisch: 2. Mai[16]
- Orthodox: 18. Januar

Athanasius gilt als Schutzpatron gegen Kopfschmerzen. Ihm sind zahlreiche Kirchen geweiht.